# 黃雲師
黃雲師（？—17世紀），字雷岸，江西九江府德化縣（今九江市）人，明朝、南明政治人物。

## 生平
黃雲師是諸生黃學詩的孫子，父親黃開先專門研究經學；他自己則在崇禎三年（1630年）中式順天鄉試舉人，到十三年（1640年）中進士，歷任吏科、戶科給事中，彈劾傅永淳顛倒選法，非常失職。范復粹成為首輔，他上疏說首輔需要有才識度三者．令復粹怨恨請罷，他則調任兵科。之後他曾抗疏考核京卿，理據詳細切實，得鄭三俊重視；又負責催收湖廣、廣東糧餉，提出免去鄖陽、襄陽兩地積欠的三十六萬石糧餉。
弘光帝繼位，黃雲師依次轉官刑科左給事中和兵科都給事中、大理右丞；隆武帝時，升任右少卿，到九江、瑞州、饒州等地募兵及恢復，再陞為大理寺卿。事敗後，他住在蓮花峯，不接受清朝徵召，閉門著書，七十七歲時去世。

## 引用
1. 1 2  錢海岳《南明史·卷四十七·列傳第二十三》：雲師，字雷岸，九江德化人。祖學詩，字起我，諸生。左兵東下，與妻熊死，年九十一。父開先，字竹坪，通經學古。雲師，崇禎十三年進士，歷吏戶科給事中，劾傅永淳顛倒選法，大為溺職。范復粹為首輔，疏言相須才識度三者．復粹恚，請罷，已調兵科。抗疏甄別京卿，凡所條陳，詳明剴切，為鄭三俊所重。催楚、粵餉，題免鄖、襄通欠三十六萬有奇。
2. ↑  同治《九江府志·卷三十·選舉》：崇禎庚午科（舉人） 黃雲師 中北監鄉試，見進士
3. ↑  錢海岳《南明史·卷四十七·列傳第二十三》：時紹宗銳意復江右，並命黃雲師募兵趨九江南饒。……安宗立，累轉刑科左兵科都給事中、大理右丞。紹宗擢右少卿，管九瑞南恢剿，陞卿。事敗，卜居蓮花峯，清召不出，杜門著書。卒年七十七。